# Epiliqueo
El Epiliqueo (en griego antiguo: Ἐπιλύκειον) o Polemarqueo (en griego antiguo: Πολεμάρχειον) era un antiguo edificio utilizado por el polemarca en Atenas, Grecia. Estaba situado en algún lugar alrededor del Ágora de la ciudad, en la zona del actual barrio de Plaka.
Se construyó en la época arcaica, como muy tarde en el año 500 a. C. Se sabe que los polemarcas ocupaban el edificio hasta la época de Solón.
El nombre original del edificio es Polemarqueo. Se dice que recibió el nombre de Epiliqueo tras la renovación del edificio por parte de Epilico, un polemarca. Por otra parte, se cree que el nombre posiblemente se refiera a la ubicación del edificio en relación con el Liceo.
Cerca del Epiliqueo se encontraban el Pritaneo, el Bucoleion, el Bucoleion y el Tesmoteteo.